# Engoulevent de Porto Rico
Antrostomus noctitherus
Espèce
Statut de conservation UICN

 VU B1ab(ii,iii,iv)+2ab(ii,iii,iv) : Vulnérable
L’Engoulevent de Porto Rico (Antrostomus noctitherus) est une espèce très rare d'oiseaux que l’on rencontre dans les forêts sèches buissonnantes au sud-ouest de Porto Rico. Il fut décrit la première fois à partir d’os trouvés dans une grotte et d’un spécimen pris en 1888. Il fut considéré comme éteint, le spécimen trouvé étant considéré comme le dernier représentant d’un oiseau « préhistorique ». Toutefois, on prouva son existence en 1961 ; il avait échappé aux hommes du fait de ses mœurs discrètes et de la non-surveillance de son habitat. La population actuelle est estimée à entre 1400 et 2000 oiseaux adultes. On pense cette population stable tant que son habitat n'est pas altéré et qu’aucun prédateur n’y est introduit, tels que les mangoustes, les rats, les chats. Il est considéré comme menacé d’extinction, principalement à cause de la spécificité de son habitat qui est de plus en plus fragmenté.
Son aire d’apparition est aujourd’hui protégée et il a été proposé de souder ses aires d’apparition par une reforestation avec les espèces de plantes d’origine. Toutefois, un projet d’éoliennes près de Guayanilla fait l’objet d’une exception controversée à l’Endangered Species Act de 1973. Certains suggèrent que 5 % de la population d’engoulevents pourrait faire des collisions avec les éoliennes.
D'après Alan P. Peterson, c'est une espèce monotypique.